# Doppelsäule 23/70

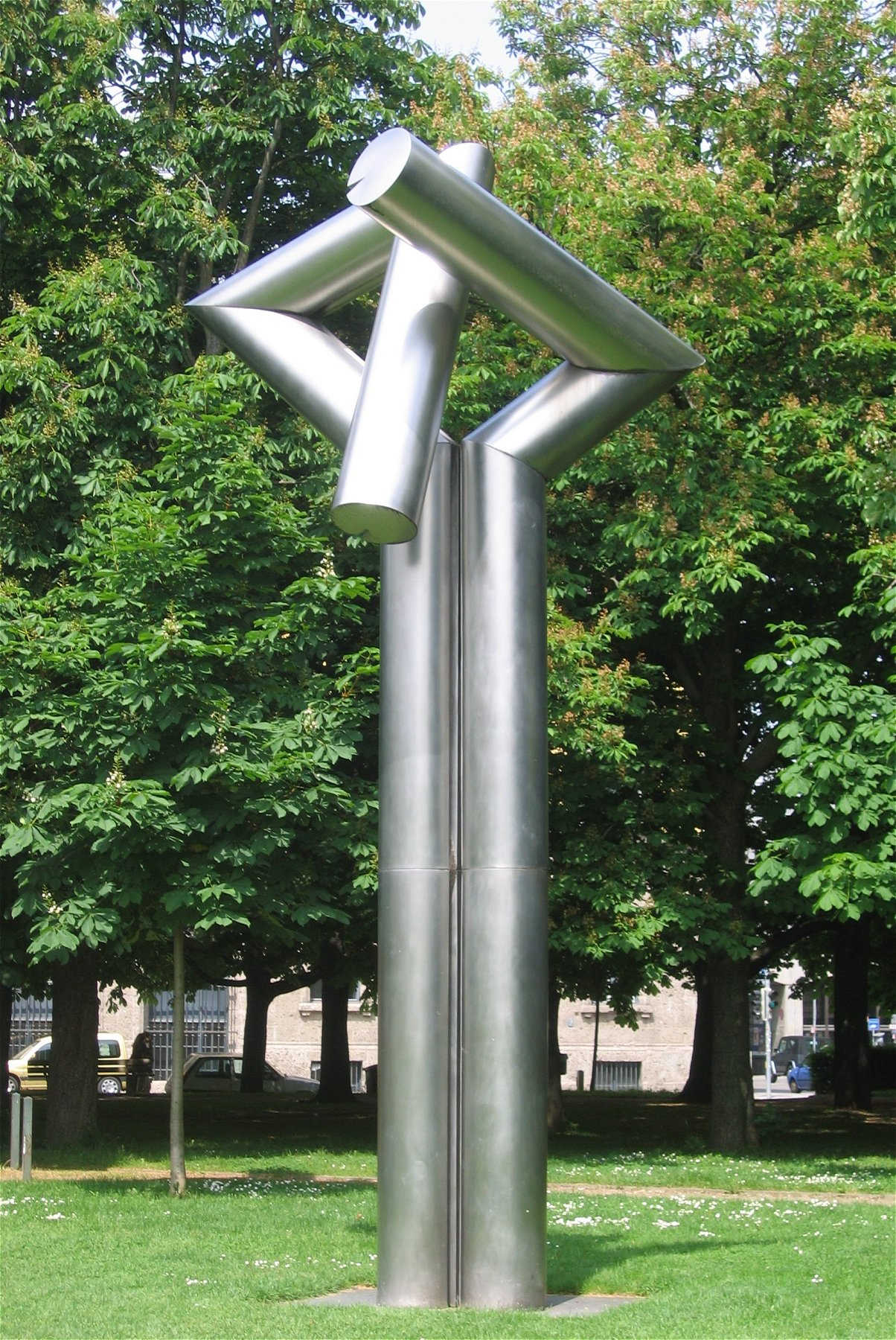
Doppelsäule 23/70, 1970, vor der Neuen Pinakothek in München

Doppelsäule 23/70 ist eine Edelstahlplastik von Erich Hauser aus dem Jahr 1970. Die sieben Meter hohe Plastik wurde 1984 in München im Stadtteil Maxvorstadt auf dem Grünstreifen zwischen der Alten Pinakothek und der Neuen Pinakothek aufgestellt. Sie ist Teil des Skulpturenparks Pinakothek, der in den letzten Jahrzehnten im Kunstareal München eingerichtet wurde. Die Säule war bis 2013 Teil der Sammlung Theo Wormland und als Dauerleihgabe im Besitz der Bayerischen Staatsgemäldesammlungen, die sie 2013 als Schenkung von der Stiftung erhielten.